# Phon Sai (huyện)
Phon Sai (tiếng Thái: โพนทราย) là một huyện (amphoe) ở phía đông nam của tỉnh Roi Et, đông bắc Thái Lan.

## Địa lý
Các huyện giáp ranh (từ phía tây theo chiều kim đồng hồ) là: Suwannaphum và Nong Hi của tỉnh Roi Et, Sila Lat và Rasi Salai của tỉnh Sisaket và Rattanaburi của tỉnh Surin.

## Lịch sử
Tiểu huyện (king amphoe) Phon Sai được thành lập ngày 16 tháng 11 năm 1976, khi hai tambon Phon Sai và Samkha được tách ra từ Suwannaphum. Đơn vị này đã được nâng cấp thành huyện ngày 25 tháng 5 năm 1989.

## Hành chính
Huyện này được chia thành 5 phó huyện (tambon), các đơn vị này lại được chia ra thành 58 làng (muban). Phon Sai là một thị trấn (thesaban tambon) nằm trên một phần của tambon Phon Sai. Có 4 Tổ chức hành chính tambon.
| STT. | Tên         | Tên Thái | Số làng | Dân số |  |
| ---- | ----------- | -------- | ------- | ------ |  |
| 1.   | Phon Sai    | โพนทราย  | 14      | 6.385  |  |
| 2.   | Samkha      | สามขา    | 9       | 4.477  |  |
| 3.   | Si Sawang   | ศรีสว่าง   | 15      | 7.448  |  |
| 4.   | Yang Kham   | ยางคำ    | 10      | 4.403  |  |
| 5.   | Tha Hat Yao | ท่าหาดยาว | 10      | 4.707  |  |